# Neognophomyia trinitatis
Neognophomyia trinitatis är en tvåvingeart som beskrevs av Alexander 1927. Neognophomyia trinitatis ingår i släktet Neognophomyia och familjen småharkrankar. Inga underarter finns listade i Catalogue of Life.